# بلمیرو دی آزیویدو
بلمیرو دی آزیویدو (پرتغالی: Belmiro de Azevedo) (زاده ۱۷ فوریه ۱۹۳۸ - درگذشته ۲۹ نوامبر ۲۰۱۷) کارآفرین، سرمایه‌دار، بازرگان و مدیر ارشد اجرایی پرتغالی بود، که به‌عنوان رئیس هیئت مدیره شرکت سونائه ایندوستریا فعالیت می‌نمود.